# 47 Ursae Majoris d
47 Ursae Majoris d es un planeta extrasolar aproximadamente a 46 años luz de distancia en la constelación de Osa Mayor. El planeta fue descubierto situado en un largo período orbital alrededor de la estrella 47 Ursae Majoris. En la actualidad, es el planeta más alejado en su sistema planetario. Su órbita dura 38 años y el planeta tiene una masa 1,64 veces menos que la de Júpiter. Es el planeta de más largo plazo detectado por espectroscopia Doppler. La evidencia de este planeta fue descubierto por el Periodograma Bayesiano Kepler en marzo de 2010.

Las órbitas de los planetas del sistema 47 Ursae Majoris. 47 UMa d es el planeta más exterior.